# Dasyurus hallucatus
Dasyurus hallucatus é uma espécie de marsupial da família Dasyuridae. Endêmica da Austrália. Também é conhecido pelos nomes de quoll-setentrional, satanellus e njanmak.
- Sinônimo do nome científico da espécie: Satanellus hallucatus; Mustela quoll;

## Características
O quoll-setentrional é a menor das quatro espécie de quoll australianas. As fêmeas são menores que os machos, com fêmeas adultas pesando entre 350-690g e machos adultos pesando 540-1120g. O comprimento do corpo varia entre 20,2 à 34,5 cm.
Foi descrito pela primeira vez em 1842 pelo famoso naturalista e autor John Gould, que deu o nome a espécie de hallucatus, o que indica que tem um notável primeiro digito. Esta espécie tem sido por vezes colocada em um gênero separado, o Satanellus;

## Hábitos alimentares
Alimentam-se principalmente de invertebrados, mas tambem consomem frutos carnosos, e uma grande variedade de vertebrados, incluindo pequenos mamiferos, aves, lagartos, serpentes e sapos.
Nota: Existem três formas que não são válidas: exilis, nesaeus e predator (consideradas sinônimos de Dasyurus hallucatus).

## Características de reprodução
Uma característica notável desta espécie é que os machos morrem depois do acasalamento;

## Habitat
O quol-setentrional ocorre desde a região de Pilbara na Austrália Ocidental em todo o Território do Norte e sudeste de Queensland. Sua histórica região estende initerrupitamente desde o sudeste de Queensland até Kimberly na Austrália Ocidental. Existem várias populações disjuntas. Esta espécie é mais abundante em várias regiões rochosas e florestas abertas de eucalipto.

## Distribuição Geográfica
Norte do Território Norte, Norte e Nordeste de Queensland; e Norte da Austrália Ocidental;

## Subespécies
- Subespécie: Dasyurus hallucatus exilis? (Thomas, 1909)

Sinônimo do nome científico da subespécie: Dasyurus exilis;
Nota: Forma de Dasyurus hallucatus;
Local: Parry Creek, Austrália Ocidental;
- Subespécie: Dasyurus hallucatus nesaeus? (Thomas, 1926)

Sinônimo do nome científico da subespécie: Dasyurus nesaeus;
Nota: Forma de Dasyurus hallucatus;
Local: Gruta Eylandt, Golfo da Carpentaria;
- Subespécie: Dasyurus hallucatus predator? (Thomas, 1926)

Sinônimo do nome científico da subespécie: Dasyurus predator;
Nota: Forma de Dasyurus hallucatus;
Local:  Utingu, Península do Cabo York;
- Subespécie: Dasyurus hallucatus quoll? (Zimmermann, 1783)

Sinônimo do nome científico da subespécie: Mustela quoll;
Nota: Considerado sinônimo de Dasyurus hallucatus;
Local: Norte de Queensland;